# Masayume Chasing
Singles de BoA
Shout It Out
(2014) Fly
(2014)
Masayume Chasing est le 37e single de BoA sorti sous le label Avex Trax le 23 juillet 2014 au Japon. Il atteint la 15e place du classement de l'Oricon et reste classé 4 semaines pour un total de 8 947 exemplaires vendus. Les chansons Masayume Chasing et Fun se trouvent sur l'album Who's Back?.
Masayume Chasing a été utilisé comme opening de l'anime Fairy Tail.

## Liste des titres
| 1. | Masayume Chasing                |  |
| 2. | Fun                             |  |
| 3. | Masayume Chasing (Instrumental) |  |
| 4. | Fun (Instrumental)              |  |

| 1. | Masayume Chasing (Music Clip) |  |

| 1. | Masayume Chasing (Music Clip ~Dance Ver.~) |  |
| 2. | Masayume Chasing (Making Video)            |  |